# Pohár Thayera Tutta 1984
Druhý ročník poháru Thayera Tutta se konal od 20. – 29. března 1980 ve Francii. Turnaje zúčastnilo 8 mužstev. Hrálo se v jedné skupině, systémem každý s každým.

## Výsledky a tabulka
|    |            | GDR  | SUI  | ROM  | NED | HUN  | JPN | FRA | CHN  | V | R | P | Skóre | B  |
| 1. | NDR        | ***  | 5:1  | 11:4 | 2:2 | 13:3 | 8:3 | 6:3 | 13:3 | 6 | 1 | 0 | 58:19 | 13 |
| 2. | Švýcarsko  | 1:5  | ***  | 9:2  | 4:2 | 4:2  | 7:3 | 7:2 | 11:3 | 6 | 0 | 1 | 43:19 | 12 |
| 3. | Rumunsko   | 4:11 | 2:9  | ***  | 6:5 | 7:2  | 9:4 | 4:4 | 8:3  | 4 | 1 | 2 | 40:38 | 9  |
| 4. | Nizozemsko | 2:2  | 2:4  | 5:6  | *** | 6:2  | 4:2 | 7:4 | 4:2  | 4 | 1 | 2 | 30:22 | 9  |
| 5. | Maďarsko   | 3:13 | 2:4  | 2:7  | 2:6 | ***  | 6:4 | 5:3 | 3:7  | 2 | 0 | 5 | 23:44 | 4  |
| 6. | Japonsko   | 3:8  | 3:7  | 4:9  | 2:4 | 4:6  | *** | 7:3 | 4:4  | 1 | 1 | 5 | 27:41 | 3  |
| 7. | Francie    | 3:6  | 2:7  | 4:4  | 4:7 | 3:5  | 3:7 | *** | 7:3  | 1 | 1 | 5 | 26:39 | 3  |
| 8. | Čína       | 3:13 | 3:11 | 3:8  | 2:4 | 7:3  | 4:4 | 3:7 | ***  | 1 | 1 | 5 | 25:50 | 3  |

 Rumunsko -  Nizozemsko 6:5 (2:1, 1:3, 3:1)
20. března 1984 – Grenoble
 Švýcarsko -  Maďarsko 4:2 (2:0, 1:0, 1:2)
20. března 1984 – Grenoble
 NDR -  Francie 6:3 (2:2, 2:0, 2:1)
20. března 1984 – Grenoble
 Japonsko -  Čína 4:4 (0:0, 0:2, 4:2)
20. března 1984 – Grenoble
 Nizozemsko -  Švýcarsko 2:4 (0:2, 1:2, 1:0)
21. března 1984 – Grenoble
 Francie -  Rumunsko 4:4 (2:2, 1:0, 1:2)
21. března 1984 – Villard-de-Lans
 Maďarsko -  Japonsko 6:4 (0:1, 1:1, 5:2)
21. března 1984 – Gap
 Čína -  NDR 3:13 (1:6, 1:2, 1:5)
21. března 1984 – Briançon
 NDR -  Maďarsko 13:3 (2:1, 6:1, 5:1)
23. března 1984 – Grenoble
 Japonsko -  Nizozemsko 2:4 (2:1, 0:2, 0:1)
23. března 1984 – Grenoble
 Rumunsko -  Čína 8:3 (2:0, 4:2, 2:1)
23. března 1984 – Grenoble
 Francie -  Švýcarsko 2:7 (1:0, 1:1, 0:6)
23. března 1984 – Grenoble
 Francie -  Japonsko 3:7 (1:0, 0:6, 2:1)
24. března 1984 – Grenoble
 Nizozemsko -  NDR 2:2 (1:0, 1:1, 0:1)
24. března 1984 – Gap
 Čína -  Švýcarsko 3:11 (2:2, 1:3, 0:6)
24. března 1984 – Villard-de-Lans
 Maďarsko -  Rumunsko 2:7 (0:1, 2:4, 0:2)
24. března 1984 – Briançon
 Maďarsko -  Čína 3:7 (0:2, 1:2, 2:3)
26. března 1984 – Grenoble
 NDR -  Rumunsko 11:4 (3:1, 3:3, 5:0)
26. března 1984 – Grenoble
 Francie -  Nizozemsko 4:7 (3:5, 1:0, 0:2)
26. března 1984 – Grenoble
 Japonsko -  Švýcarsko 3:7 (2:1, 0:2, 1:4)
26. března 1984 – Grenoble
 Rumunsko -  Japonsko 9:4 (1:0, 4:3, 4:1)
27. března 1984 – Grenoble
 Švýcarsko -  NDR 1:5 (0:1, 0:2, 1:2)
27. března 1984 – Grenoble
 Francie -  Maďarsko 3:5 (2:0, 1:3, 0:2)
27. března 1984 – Grenoble
 Čína -  Nizozemsko 2:4 (1:3, 1:0, 0:1)
27. března 1984 – Grenoble
 Nizozemsko -  Maďarsko 6:2 (3:2, 2:0, 1:0)
29. března 1984 – Grenoble
 Švýcarsko -  Rumunsko 9:2 (4:2, 4:0, 1:0)
29. března 1984 – Grenoble
 NDR -  Japonsko 8:3 (4:1, 4:1, 0:1)
29. března 1984 – Grenoble
 Francie -  Čína 7:3 (3:1, 2:2, 2:0)
29. března 1984 – Grenoble

## Statistiky

### Nejlepší hráči podle direktoriátu IIHF
| Brankář | Daniel Maric    |
| Obránce | Dietmar Frenzel |
| Útočník | Detlef Radant   |

### All Stars
| Brankář         | Olivier Anken   |
| Levý obránce    | Dietmar Peters  |
| Pravý obránce   | Dietmar Frenzel |
| Levé křídlo     | Toren           |
| Střední útočník | Laszlo Solyom   |
| Pravé křídlo    | Jörg Eberle     |

### Kanadské bodování
| Poř. | Kanadské bodování | Branky | Přihrávky | Body |
| ---- | ----------------- | ------ | --------- | ---- |
| 1.   | Jörg Eberle       | 11     | 4         | 15   |